# Viognier
A Viognier é uma casta de uva branca da família da Vitis vinifera.